# NBA Development League 2006-2007
La stagione della NBA Development League 2006-2007 fu la sesta edizione della NBA D-League. La stagione si concluse con la vittoria dei Dakota Wizards, che sconfissero i Colorado 14ers 129-121 nella finale a gara unica, dopo i tempi supplementari.

## Squadre partecipanti
Le franchigie furono divise in due division: la Eastern Division e la Western Division, vinte rispettivamente dai Dakota Wizards e dagli Idaho Stampede.
Fecero il loro ingresso nella Lega tre squadre provenienti dalla Continental Basketball Association: i Dakota Wizards, gli Idaho Stampede e i Sioux Falls Skyforce. Dalla American Basketball Association, precedentemente conosciuti come Long Beach Jam, entrarono infine i Bakersfield Jam.
Furono creati ex novo: gli Anaheim Arsenal, i Colorado 14ers ed i Los Angeles D-Fenders. Cessarono invece di esistere i Fayetteville Patriots, i Florida Flame (già Charleston Lowgators e North Charleston Lowgators) ed i Roanoke Dazzle.
- Albuquerque T'birds
- Anaheim Arsenal
- Ark. RimRockers
- Austin Toros
- Bakersfield Jam
- Colorado 14ers

- Dakota Wizards
- Fort Worth Flyers
- Idaho Stampede
- L.A. D-Fenders
- S. Falls Skyforce
- Tulsa 66ers

## Classificaregular season

### Eastern Division
| Squadra              | V  | P  | PCT  | GB |
| -------------------- | -- | -- | ---- | -- |
| Dakota Wizards       | 33 | 17 | 66,0 | -- |
| Sioux Falls Skyforce | 30 | 20 | 60,0 | 3  |
| Fort Worth Flyers    | 29 | 21 | 58,0 | 4  |
| Tulsa 66ers          | 21 | 29 | 42,0 | 12 |
| Austin Toros         | 21 | 29 | 42,0 | 12 |
| Arkansas RimRockers  | 16 | 34 | 32,0 | 17 |

### Western Division
| Squadra                  | V  | P  | PCT  | GB |
| ------------------------ | -- | -- | ---- | -- |
| Idaho Stampede           | 33 | 17 | 66,0 | -- |
| Colorado 14ers           | 28 | 22 | 56,0 | 5  |
| Albuquerque Thunderbirds | 24 | 26 | 48,0 | 9  |
| Anaheim Arsenal          | 23 | 27 | 46,0 | 10 |
| Los Angeles D-Fenders    | 23 | 27 | 46,0 | 10 |
| Bakersfield Jam          | 19 | 31 | 38,0 | 14 |

## Play-off
|  | Semifinali di Division | Semifinali di Division | Semifinali di Division |             |          | Finali di Division | Finali di Division | Finali di Division |  |  | Finale NBA D-League | Finale NBA D-League | Finale NBA D-League |  |
|  |                        |                        |                        |             |          |                    |                    |                    |  |  |                     |                     |                     |  |
|  |                        |                        |                        |             |          | E1                 | Dakota             | 115                |  |  |                     |                     |                     |  |
|  |                        |                        |                        |             |          | E1                 | Dakota             | 115                |  |  |                     |                     |                     |  |
|  |                        |                        | E2                     | Sioux Falls | 113      |                    |                    |                    |  |  |                     |                     |                     |  |
|  | E2                     | Sioux Falls            | E2                     | Sioux Falls | 113      | 128                |                    |                    |  |  |                     |                     |                     |  |
|  | E2                     | Sioux Falls            |                        |             |          |                    |                    |                    |  |  |                     |                     |                     |  |
|  | E3                     | Fort Worth             | 105                    |             |          |                    |                    |                    |  |  |                     |                     |                     |  |
|  | E3                     | Fort Worth             | 105                    |             | Dakota   | Dakota             | 129                |                    |  |  |                     |                     |                     |  |
|  |                        |                        |                        |             |          |                    |                    |                    |  |  |                     |                     |                     |  |
|  |                        |                        | Colorado               | Colorado    | 121 (OT) |                    |                    |                    |  |  |                     |                     |                     |  |
|  |                        |                        |                        | Colorado    | 121 (OT) |                    |                    |                    |  |  |                     |                     |                     |  |
|  |                        |                        |                        |             |          |                    |                    |                    |  |  |                     |                     |                     |  |
|  |                        |                        |                        |             |          |                    |                    |                    |  |  |                     |                     |                     |  |
|  |                        | W1                     | Idaho                  | 91          |          |                    |                    |                    |  |  |                     |                     |                     |  |
|  |                        |                        |                        | 91          |          |                    |                    |                    |  |  |                     |                     |                     |  |
|  |                        |                        | W2                     | Colorado    | 94 (OT)  |                    |                    |                    |  |  |                     |                     |                     |  |
|  | W2                     | Colorado               | W2                     | Colorado    | 94 (OT)  | 130                |                    |                    |  |  |                     |                     |                     |  |
|  | W2                     | Colorado               |                        |             |          |                    |                    |                    |  |  |                     |                     |                     |  |
|  | W3                     | Albuquerque            | 100                    |             |          |                    |                    |                    |  |  |                     |                     |                     |  |

| Campione NBA Development League 2006-2007 |
| ----------------------------------------- |
| Dakota Wizards 1º titolo                  |

## Statistiche
| Categoria             | Giocatore         | Squadra                 | Stat |
| --------------------- | ----------------- | ----------------------- | ---- |
| Punti per gara        | Roger Powell      | Arkansas RimRockers     | 22,3 |
| Rimbalzi per gara     | Pops Mensah-Bonsu | Fort Worth Flyers       | 10,4 |
| Assist per gara       | Will Conroy       | Tulsa 66ers             | 10,6 |
| Palle rubate per gara | Clay Tucker       | Arkansas RimRockers     | 2,1  |
| Stoppate per gara     | Justin Williams   | Dakota Wizards          | 3,3  |
| FG%                   | Eddy Fobbs        | Albuquerque/Sioux Falls | 64,3 |
| FT%                   | James Maye        | Dakota Wizards          | 93,7 |
| 3FG%                  | Luke Jackson      | Idaho Stampede          | 48,6 |

## Premi NBA D-League
- Most Valuable Player: Randy Livingston, Idaho Stampede
- Coach of the Year: Bryan Gates, Idaho Stampede
- Rookie of the Year: Lou Amundson, Colorado 14ers
- Defensive Player of the Year: Renaldo Major, Dakota Wizards
- Sportsmanship Award: Roger Powell, Arkansas RimRockers
- All-NBDL First Team
  - Lou Amundson, Colorado 14ers
  - Elton Brown, Colorado 14ers
  - Randy Livingston, Idaho Stampede
  - Renaldo Major, Dakota Wizards
  - Von Wafer, Colorado 14ers
- All-NBDL Second Team
  - Will Conroy, Tulsa 66ers
  - B.J. Elder, Austin Toros
  - Kevinn Pinkney, Bakersfield Jam
  - Jared Reiner, Sioux Falls Skyforce
  - Jeremy Richardson, Fort Worth Flyers (pari)
  - Jawad Williams, Anaheim Arsenal (pari)